# Schlacht bei Pontlevoy
Die Schlacht bei Pontlevoy war ein militärischer Zusammenstoß im mittelalterlichen Frankreich zwischen den Grafen von Anjou und Maine gegen den Grafen von Blois. Die Schlacht fand am 6. Juli 1016 bei Pontlevoy (heutiges Département Loir-et-Cher), auf halber Strecke zwischen Tours und Blois gelegen, statt.

## Vorgeschichte
Seit der Übernahme des westfränkischen (französischen) Thrones durch die Dynastie der Kapetinger und der damit einhergegangene Machtverlust der Krone wurde die Politik im Frankreich des hohen Mittelalters von den mächtigen Kronvasallen bestimmt, die sich auch untereinander bekämpften. Im Westen des alten Neustrien gelang es den Grafen von Anjou unter Fulko III. Nerra zu Beginn des 11. Jahrhunderts gegenüber ihren Nachbarn eine dominierende Machtstellung zu erringen. 
In Konkurrenz zu den Anjou standen die benachbarten Grafen aus dem Haus Blois, die ein ausgedehntes Territorialkonglomerat, bestehend aus den Grafschaften Blois, Chartres, Châteaudun, Dreux und Tours kontrollierten. Mit dem Antritt dieses Erbes durch Odo II. sollte das Haus Blois seine Expansionspolitik in diesem Raum weiter fortführen. 
Dies führte zu einem erneuten Zusammenstoß beider rivalisierenden Häuser, vor allem, weil Fulko von Anjou mehrere Burgen wie Amboise, Loches, Montrésor und Montrichard in der zu Blois gehörenden Grafschaft Tours errichtet hatte. Odo von Blois beabsichtigte, wieder die volle Kontrolle über die Touraine zu erringen. Als Fulko von Anjou 1011 zu einer Pilgerfahrt in das Heilige Land aufbrach, begann Odo seine Offensive.
1016 kehrte Graf Fulko von Anjou in die Heimat zurück und nahm umgehend den Kampf gegen Odo von Blois auf, der bereits einige Burgen Fulkos in der Touraine belagerte. Fulko wandte sich dabei erfolgreich werbend an seinen nördlichen Nachbarn, den Grafen von Maine, Herbert I. Wachhund (Éveille-Chien). Herberts Grafschaft grenzte im Osten ebenfalls an die Gebiete des Grafen von Blois, er selbst war einer der mächtigsten Herren Westfrankreichs, doch ein möglicher Sieg von Blois in diesem Konflikt hätte diesem Haus zu einem Übergewicht in der gesamten Region verholfen und dementsprechend auch zu einem Machtverlust der Grafen von Maine geführt. Herbert ging auf das Bündnisangebot Fulkos ein und beide führten getrennt jeweils ein Heer in die Touraine.

## Der Kampf
Fulko führte sein Heer gegen Montrichard, südlich von Pontlevoy gelegen, das von Odo belagert wurde. Doch Odo wurde vom herannahenden Feind informiert, zog sein Heer zusammen und marschierte Fulko entgegen. Auf einem Feld nördlich von Pontlevoy trafen sich die Gegner. Fulkos Heer hatte es eher erreicht und war bereits in Kampfaufstellung. Noch bevor Odo sein Heer, überwiegend aus Infanterie bestehend, formieren konnte, griff Fulko an. Wider Erwarten gelang es Odo, den Überraschungsangriff abzufangen, und er verwickelte Fulkos Heer in einen Nahkampf. Dort konnte Blois eine Entscheidung erringen, nachdem Fulko von seinem Pferd stürzte; als auch sein Banner fiel, wandte sich sein Heer zur Flucht. Fulko selbst soll verwundet in die Gefangenschaft des Feindes gefallen sein.
Am Abend des Tages erreichte Herbert mit seinem Heer vom Westen kommend das Schlachtfeld. Er führte seine Kavallerie umgehend gegen die rechte Flanke des Heeres von Blois, das sich bereits zum Abmarsch vorbereitet hatte. Gegen diese zweite Attacke war Odos Heer ohne Chance, zumal Herbert die untergehende Abendsonne im Rücken hatte, durch welche die Krieger von Blois geblendet wurden. Auch Fulko, der sich aus der Gewalt des Gegners befreien konnte, ließ sein Restheer sammeln und griff erneut, Herbert unterstützend, in den Kampf ein.
Der Kampf endete mit der Flucht Odos und der Reste seines Heeres. Angeblich verlor er mehr als 6000 Krieger, die alle getötet wurden, weil Fulko darauf verzichtet habe, Gefangene zu machen. Pontlevoy gilt daher in französischen Überlieferungen als eine der blutigsten Schlachten des Mittelalters.

## Folgen
In Erinnerung an den Sieg ließ Fulko die Abteien Saint-Nicolas bei Angers und Beaulieu (heute Azé) bei Loches, wo er auch bestattet wurde, erbauen und begab sich auf eine zweite Pilgerreise.
Der Ausgang der Schlacht hatte keine größeren Veränderungen im Machtgefüge Westfrankreichs zur Folge. Sowohl Anjou, Maine und Blois konnten ihren Besitzstand wahren. Damit sollte allerdings auch die Rivalität zwischen Anjou und Blois weiter bestehen, zu weiteren größeren Kämpfen kam es unter den Kontrahenten von Pontlevoy dabei aber nicht mehr. Lediglich um 1025 kam es zu Spannungen, als Fulko offensiv auftrat und die zu Blois gehörende Burg von Saumur eroberte. Die Söhne der beiden verfeindeten Grafen sollten 1044 in der Schlacht bei Nouy erneut gegeneinander kämpfen.
In dieser Zeit gab auch Herbert das Bündnis mit Anjou auf, nachdem Fulko seine Macht auch nach Maine ausdehnen wollte. Stattdessen verbündete er sich mit dem ehemaligen Gegner Odo. Nach Herberts Tod 1036 verloren seine Nachkommen an Bedeutung, vielmehr konkurrierten seither die Grafen von Anjou und die Herzöge der Normandie um die Kontrolle über das Maine.
Odo II. von Blois konzentrierte seine Politik in den Jahren nach Ponlevoy auf den Osten Frankreichs, wo er seine Macht durch die erfolgreiche Übernahme der Grafschaften Meaux und Troyes (Champagne) beträchtlich erweitern konnte. 1037 fiel er in Lothringen im Kampf gegen Kaiser Konrad II. bei dem Versuch, Ansprüche auf das Königreich Burgund durchzusetzen.
Siehe auch: Liste von Schlachten